# Ahringsbach
Der Ahringsbach ist ein über 12 km langer Waldbach im Landkreis Bernkastel-Wittlich in Rheinland-Pfalz, der nach nordwestlichem Lauf bei Enkirch von links in den Mosel-Zufluss Großbach mündet. Der Ahringsbach gehört zu den typischen Bächen des Hunsrücks im Einzugsgebiet der Mosel.

## Name
Die ersten urkundlichen Erwähnungen lauten: 
- 1135 argenza
- 1475 Argentz
- 1498 Argentzer Bach
- 1555 im argentz
- 1640 Ahrings

Der Name schließt auf einen ursprünglich keltischen Flussnamen *Argantia mit der Bedeutung 'weiß, glänzend, blitzend' mit Bezug auf die Farbe des Wassers.

## Geographie

### Verlauf
Der Ahringsbach entspringt auf einer Höhe von etwa 483 m ü. NHN in einem Nadelwald auf dem Gelände der Gemarkung Irmenach unmittelbar an der Nordseite der L 190 und gut 250 m südsüdöstlich des Fundortes einer römerzeitlichen Villa. Er fließt zunächst in nördlicher Richtung durch Nadelwald und wird rechts und links von einer Reihe weiterer Quelläste verstärkt. Nach einem Lauf von gut 900 m fließt ihm auf seiner rechten Seite der von Ostsüdost kommende, etwa doppelt so lange Lomersbach zu, welcher auch Bach aus dem Muschheck genannt wird. Ab dort trägt der Bach bis etwa zum  Rauenberg  die Bezeichnung Lomersbach. Der vereinigte Bach zieht nun entlang der Gemarkungsgrenze von Irmenach links zu Lötzbeuren rechts weiterhin in nördlicher Richtung, nunmehr durch Laubwald. Er wird in der Waldflur In der Lomersbach von rechts durch das Buchseifer Floß und kurz danach ebenfalls von rechts durch das Giersener Flößchen gestärkt. Sein weiterer Weg führt vorbei am Giersener Schlunk, kurz wonach er in die Richtung Nordnordwest wechselt. Er passiert dann die Ruine der Oberen Mühle und wenig weiter bachabwärts bei der Brücker Mühle fließt ihm auf seiner linken Seite der aus dem Süden kommende Tatschbach zu.
Danach läuft die talquerende Kreisstraße von Lötzbeuren nach Irmenach (K 133) über ihn hinweg und er fließt am Südwesthang des Äppelsheller Kopfes an der Ruine der Mittelmühle vorbei und danach durch das Gewann Unter der mittelsten Mühle. Er wechselt nun seine Richtung nach Westen und passiert die Ruine der Maria-Jakobsmühle am Südufer. Sein Weg markiert weiterhin die Gemarkungsgrenze. Der Bach, welcher nun wieder die Bezeichnung Ahringsbach trägt, zieht am Südhang des Rauenberges entlang und ändert bei der Ruine der Dennerwiesenmühle seinen Lauf in nördliche Richtung. Schon dreihundert Meter abwärts, an der Ruine Marienhellermühle schlägt der Bach einen Haken nach Westen, hier löst am rechten Ufer Traben-Trarbach Lötzbeuren als Anlieger ab. Schon nach einem halben Kilometer schlägt der Bach wieder eine mehr nördliche Richtung ein. In der Flur In der Enkircher Bach wird er auf seiner rechten Seite vom Steierbach gespeist, in dessen Zulaufrichtung er dann westlich weiterläuft. Kurz darauf fließt ihm auf seiner linken Seite der von Süden kommende Ehlenseifenbach und etwas später auf der gleichen Seite der Trabener Waldbach zu. Auf nordwestlichem Kurs passiert er danach die Obere Starkenburgermühle, an der bald folgenden Starkenburgermühle verstärkt ihn erst der Starkenburger Mühlbach auf seiner linken Seite, gleich danach auf der rechten Seite der Grünnelsseifen.
Ab hier liegt nun auch das linke Ufer auf Traben-Trarbacher Gemarkung, bald auch der untere Talhang auf dieser Seite. Der Bach läuft nun nordnordwestwärts und fließt durch ein enges Tal östlich an Starkenburg vorbei, das auf dem Kamm zum Tal der im Westen inzwischen nur noch einen Kilometer entfernt parallel laufenden Mosel liegt. Dann passiert er die Ahringsmühle und läuft am Osthang des Geißberges entlang. Er erreicht nun den südöstlichen Zipfel von Enkirch, fließt westlich am Schockenkopf (210,4 m ü. NHN) entlang, dem mit dem vorigen linken Großbach-Zufluss gemeinsamen Talsporn, passiert dann die Klostermühle, unterquert die vom linken Kamm abgestiegene Landesstraße aus Starkenburg (L 192) und mündet schließlich neben der sich westwärts zum Moseltal kehrenden Landesstraße auf einer Höhe von etwa 111 m ü. NHN von links in den Großbach, der selbst weniger als anderthalb Kilometer talabwärts in die Mosel fließt.

### Zuflüsse
| Name                   | GKZ        | Lage   | Länge in km | EZG in km² | Bemerkungen                              |
| ---------------------- | ---------- | ------ | ----------- | ---------- | ---------------------------------------- |
| Lomesbach              | 267948-12  | rechts | 001,8080    | 0001,7560  | auch Lommersbach, Bach aus dem Muschheck |
| Buchseifer Floß        | 267948-194 | rechts | 001,6440    | 0001,3540  | auch Bach aus der Delle                  |
| Giersener Flößchen     |            | rechts | 000,6000    |            | Länge gemäß Eigenmessung                 |
| Tatschbach             | 267948-20  | links0 | 001,2650    | 0001,7760  |                                          |
| Steierbach             | 267948-40  | rechts | 006,6640    | 0010,7040  | auch Waschbach                           |
| Ehlenseifenbach        | 267948-52  | links0 | 001,2640    | 0001,5520  |                                          |
| Trabener Waldbach      | 267948-594 | links0 | 001,3690    | 0001,2550  |                                          |
| Starkenburger Mühlbach | 267948-60  | links0 | 000,8690    | 0000,450   |                                          |
| Hochwaldbach           | 267948-912 | rechts | 001,1610    | 0001,0560  | auch Grünnelsseifen                      |
| Bach von den Höfen     | 267948-914 | links0 | 000,2630    | 0000,3210  | auch Schafseifen                         |
| Starkenburgbach        | 267948-916 | links0 | 000,5250    | 0000,1870  |                                          |

Anmerkungen zur Tabelle
1. ↑  Gewässerkennzahl, in Deutschland die amtliche Fließgewässerkennziffer mit zur besseren Lesbarkeit eingefügtem Trenner hinter dem Präfix, das einheitlich für den allen gemeinsamen Vorfluter Ahringsbach steht.

## Flora und Fauna
Das Quellgebiet des Ahringsbachs liegt in einem Natura-2000-Schutzgebiet, dort befindet sich eine Population der als selten geltenden Mopsfledermaus. Graureiher und Stockenten sind die häufigsten Wasservögel im Bachtal.
Im engen Oberlauf grenzen mit Eichen und Hainbuchen bewaldete Hänge direkt an den Bach. Am Unterlauf stehen vor allem Weiden und Erlen, die heute kaum noch wirtschaftlich genutzt werden.